# كيفين مونتانيو
كيفين مونتانيو (بالإسبانية: Kevyn Montaño)‏ هو لاعب كرة قدم مكسيكي في مركز الوسط، ولد في 6 أبريل 1995 في سيوداد نيزاهوال كويوتل في المكسيك. لعب مع كروز آزول.

## وصلات خارجية
- كيفين مونتانيو على موقع قاعدة بيانات كرة القدم.إي يو (الإنجليزية)
- كيفين مونتانيو على موقع Soccerway.com (الإنجليزية)